# Route nationale 642
Die Route nationale 642, kurz N 642 oder RN 642, war eine französische Nationalstraße, die von 1933 bis 1973 zwischen Aiguillon und Lavardac verlief. Ihre Länge betrug 17 Kilometer.

## N 642a
Die Route nationale 642A, kurz N 642A oder RN 642A, war eine französische Nationalstraße und zugleich ein Seitenast der Nationalstraße 642, der von 1933 bis 1973 von dieser in Vianne abzweigte und zu einer Straßenkreuzung mit der ehemaligen Nationalstraße 130 führte. Ihre Länge betrug 2 Kilometer. Heute wird die Straße als Departementstraße 642E.